# Basílica de Nostra Senyora de la Pau
La Basílica de Nostra Senyora de la Pau (francès: Basilique Notre-Dame de la Paix) és una basílica menor catòlica dedicada a la Mare de Déu de la Pau a Yamoussoukro, capital administrativa de Costa d'Ivori. La basílica es va construir entre 1985 i 1989 després de demanar diversos pressupostos. Segons les fonts va costar 175, 300, 400 o fins als 600 milions de dòlars dels EUA. Els dissenys de la cúpula i la plaça envoltada estan clarament inspirats per la Basílica de Sant Pere a la Ciutat del Vaticà, encara que no és una rèplica directa. La pedra angular es va col·locar el 10 d'agost de 1985 i l'església va ser consagrada el 10 de setembre de 1990 pel papa Joan Pau II, que acabava d'acceptar formalment la basílica com a regal de Félix Houphouët-Boigny en nom de l'Església catòlica.
La basílica no s'ha de confondre amb una catedral. La nostra Senyora de la Pau es troba a la diòcesi de Yamoussoukro i la Catedral de Sant Agustí, situada a menys de tres km de distància, és de menor grandària que la basílica, però és el principal lloc de culte i la càtedra del bisbe de la diòcesi.
Segons la llista del Guinness World Records és l'església més gran del món, després d'haver superat la Basílica de Sant Pere, un cop finalitzada. Té una superfície de 30,000 metres quadrats (320,000 sq ft) i té 158 metres (518 ft) d'alt. Inclou una rectoria i una vila inclosa a la zona general que no formen estrictament part de l'església. Pot acollir 18.000 fidels, enfront dels 60.000 de Sant Pere. Els serveis ordinaris realitzats a la basílica solen assistir a uns pocs centenars de persones.
La basílica és administrada pels Palotins polonesos amb un cost d'1,5 milions d'euros anuals.

## Arquitectura

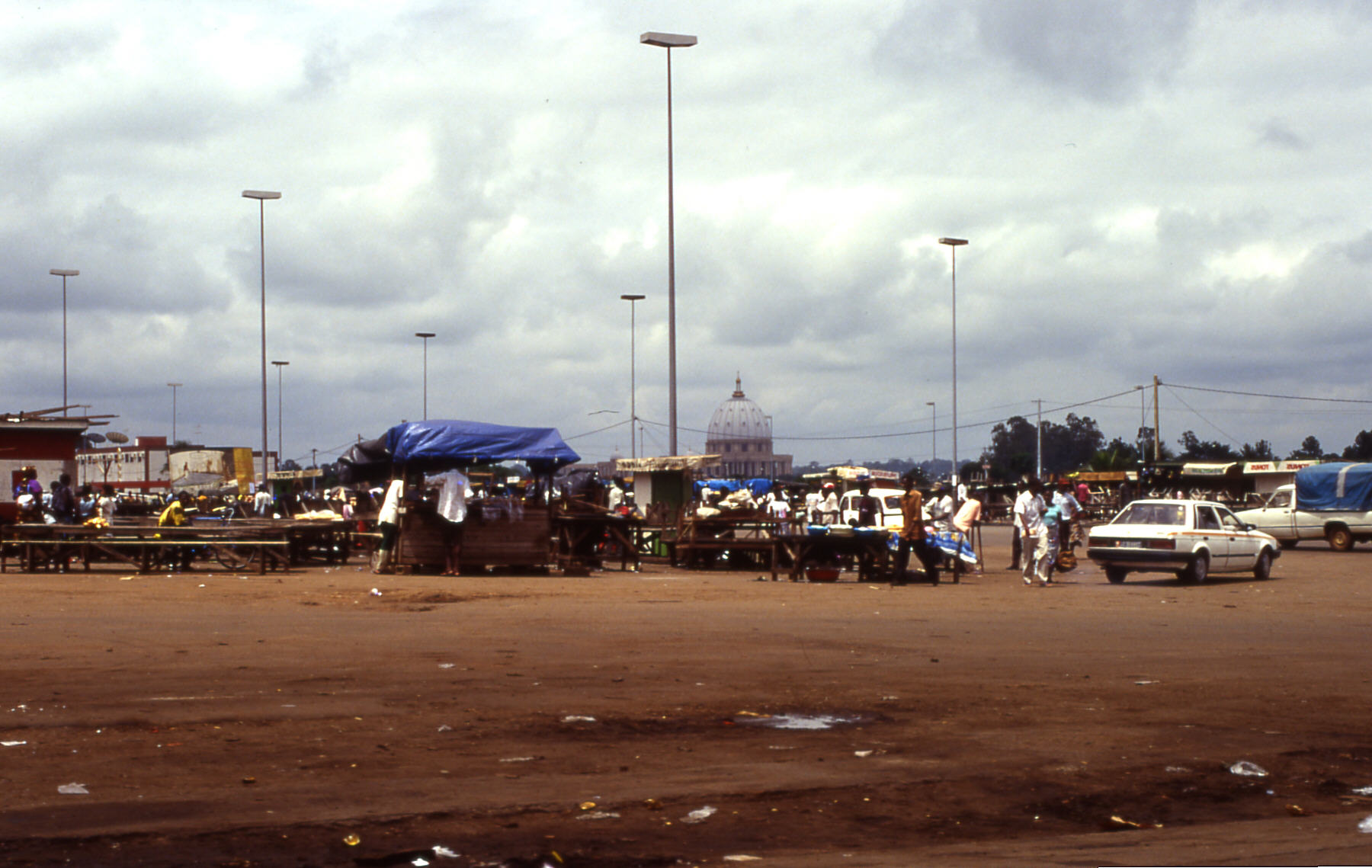
L'estructura va ser criticada a causa de la comparació entre el luxós edifici i l'entorn empobrit el 1995

Mentre el dissenyava fixant-se en la basílica del Vaticà, l'arquitecte libanès Pierre Fakhoury va preveure fer la cúpula lleugerament més petita que la de la basílica de Sant Pere, però ornamentada amb una creu més gran a la part superior. L'alçada final és de 158 metres (518 ft). La basílica està construïda amb marbre importat d'Itàlia i està moblada amb 7,000 metres quadrats (75,000 sq ft) de vitralls contemporanis de França.
Les columnes són abundants a tota la basílica, però no tenen un estil uniforme; les columnes més petites hi són per motius estructurals, mentre que les més grans són decoratives i contenen ascensors, evacuació d'aigües pluvials del sostre i altres dispositius mecànics. Hi ha prou espai per allotjar 7.000 persones a la nau central, amb una habitació per a 11.000 persones addicionals. A part de la basílica hi ha dues viles idèntiques. Una de les vil·les acull els clergues que operen la basílica. Una habitació de l'altra vila està reservada a les visites papals, de les quals només se n'ha produït una: quan es va consagrar la basílica.
La fusta escollida per als 7000 bancs de la Basílica de la Mare de Déu de la Pau és la fusta d'Iroko.

## Construcció
La basílica va ser construïda per Dumez, una companyia constructora francesa.
El cost de la basílica va tenir una certa controvèrsia a nivell mundial quan es va iniciar la construcció, especialment perquè Costa d'Ivori estava passant per una crisi econòmica i fiscal en aquell moment. El papa Joan Pau II va decidir consagrar la basílica a condició que també es construís un hospital a prop. Aquest hospital, la construcció del qual va ser congelat durant la crisi política-militar del 2002 al 2011, es va acabar finalment el 2014 i es va inaugurar el gener de 2015, amb un cost de 21,3 milions d'euros.
Es va afirmar que el cost final de la basílica va duplicar el deute nacional de Costa d'Ivori, però se sap amb certesa.

## Memorial
El president de Costa d'Ivori, Houphouët-Boigny, va escollir el lloc de naixement de Yamoussoukro com el futur lloc de la nova capital del seu país el 1983. Com a part del pla de la ciutat, el president volia ser recordat amb la construcció del que ell va anomenar la més gran església del món. Fins i tot està representat a la imatge del costat de Jesús en un vitrall que puja al cel. A causa de la ubicació de la basílica, va ser batejada pels mitjans de comunicació com la "Basílica entre els Arbusts". Houphouët-Boigny creia que es convertiria en un lloc de peregrinació per als catòlics africans.